# Artimpaza pulchra
Artimpaza pulchra är en skalbaggsart som beskrevs av J. Linsley Gressitt och Yves Rondon 1970. Artimpaza pulchra ingår i släktet Artimpaza och familjen långhorningar.
Artens utbredningsområde är Laos. Inga underarter finns listade.